# اسقف‌نشین لستر
اسقف‌نشین لستر (انگلیسی: Diocese of Leicester) بخشی تشکیل دهنده از استان کانتربری کلیسای انگلستان در کشور انگلستان است. این اسقف‌نشین که در سال ۱۹۲۶ میلادی تاسیس شده است شامل ۳۲۴ کلیسا می‌باشد و مرکز آن کلیسای جامع لستر است.